# Glasinac
Glasinac je visoravan u istočnom dijelu Bosne i Hercegovine na planini Romaniji, s prostranim Glasinačkim poljem površine od 22 km², dužine 7 km, na nadmorskoj visini iznad 800 metara. 
Visoravan se sastoji od prostranih livada i pašnjaka, karakterističnim za istočni dio Bosne, čije je dno mahom od tvrdih nepropustljivih stijena. Glasinačka visoravan okružena je četinarskim šumama i vrhovima Romanije, Bogovićke planine, Gradine, Rabra, Crnog vrha, Kopita, Kratelja. Gradić Sokolac se nalazi u samom središtu Glasinca, i ima oko 3500 stanovnika.